# Ernst von Mengersdorf
Ernst von Mengersdorf (mort le 21 octobre 1591) est prince-évêque de Bamberg de 1583 à sa mort.

## Biographie
Ernst von Mengersdorf vient de la maison de Mengersdorf.
Il hérite en tant qu'évêque de la résidence de Geyerswörth et en fait un bâtiment du style Renaissance. Il est probablement le siège des évêques régnants jusqu'à la fin des travaux de construction de la nouvelle résidence.
Le 23 juin 1586, il fonde le Collegium Ernestinum à la place du couvent des carmélites. Il allie le séminaire et le lycée et est ouvert à tous les « jeunes » hommes.
Son tombeau se situe dans l'abbaye de Michelsberg.